# Alejandra Torres-Quevedo
Alejandra Torres-Quevedo   (nacida el 30 de septiembre de 1999 en Madrid, Comunidad de Madrid) es una jugadora olímpica de hockey sobre hierba española e ingeniera industrial por ICAI de la Universidad Pontificia Comillas. 

## Carrera internacional
Es medalla de bronce en Campeonato Europeo de Hockey sobre Hierba Femenino de 2019 disputado en Bélgica.

## Participaciones en Juegos Olímpicos
- Tokio 2020, puesto 7.